# UTC+02:00

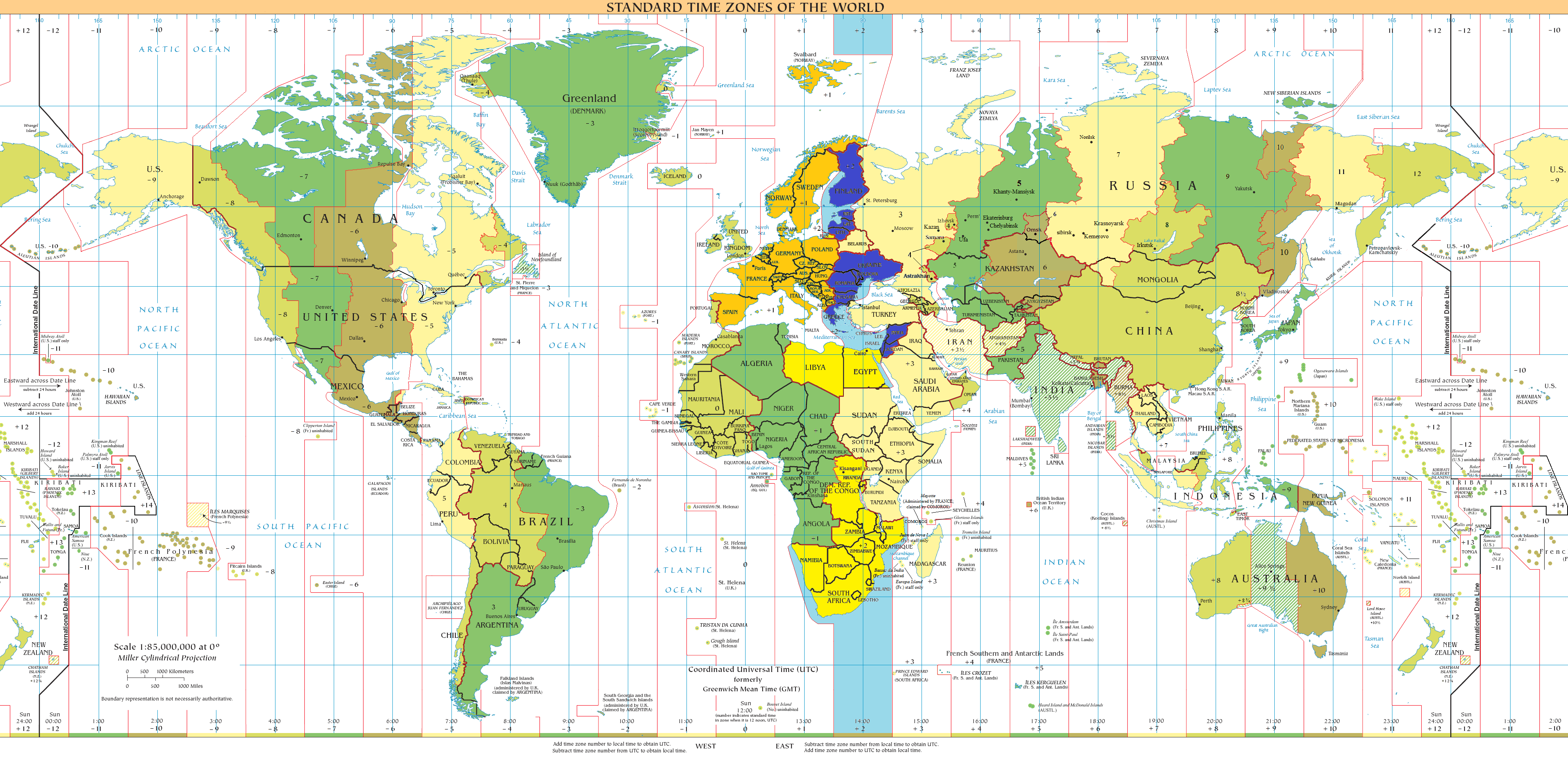
UTC+02:Blau (desembre), taronja (juny), groc (l'any sencer), blau clar (àrees marines)

UTC+02:00 és una zona horària d'UTC amb 2 hores més tard que l'UTC. El seu codi DTG és B-Bravo.

## Zones horàries
- Eastern European Time (EET) (en català: Hora d'Europa Oriental)
- South Africa Standard Time (SAST)
- Central Africa Time (CAT)
  - Egypt Standard Time
  - Israel Standard Time

Horaris d'estiu
- Central European Summer Time o Central European Daylight Time (CEST/CEDT) (en català: Hora d'Europa Central d'Estiu)
- West Africa Summer Time (WAST)

## Franges

### Temps estàndard (l'any sencer)
- Belarús
- Líban
- Israel
  - Cisjordània
  - Franja de Gaza

#### Central Africa Time
- Botswana
- Burundi
- R.D. del Congo (meitat oriental)
  - Kasai Occidental
  - Kasai Oriental
  - Katanga
  - Maniema
  - Kivu Nord
  - Kivu Sud
  - Orientale
- Egipte
- Lesotho
- Líbia
- Ruanda
- Malawi
- Moçambic
- Namíbia
- Sud-àfrica
- Eswatini
- Zimbàbue
- Zàmbia

### Temps estàndard (hivern a l'hemisferi nord)
Aquestes zones utilitzen el UTC+02:00 a l'hivern i el UTC+03:00 a l'estiu.

#### Eastern European Time
- Bulgària
- Estònia
- Finlàndia
- Grècia
- Letònia
- Lituània
- Moldàvia
- Romania
- Ucraïna
- Xipre

### Temps d'estiu (estiu a l'hemisferi nord)
Aquestes zones utilitzen el UTC+01:00 a l'hivern i el UTC+02:00 a l'estiu.

#### Central European Summer Time
- Albània
- Alemanya
- Andorra
- Àustria
- Bèlgica
- Bòsnia i Hercegovina
- Croàcia
- Dinamarca
- Eslovàquia
- Eslovènia
- Espanya (excepte Illes Canàries)
- França
  - Territori metropolità
- Hongria
- Itàlia
- Liechtenstein
- Luxemburg
- Macau
- Mònaco
- Montenegro
- Noruega
  - Territori metropolità
  - Svalbard
  - Jan Mayen
- Països Baixos
- Polònia
- Txèquia
- San Marino
- Sèrbia
- Suècia
- Suïssa
- Regne Unit
  - Gibraltar
- Ciutat del Vaticà

## Geografia
UTC+02 és la zona horària nàutica que comprèn l'alta mar entre 22,5°E i 37,5°E de longitud. En el temps solar aquest fus horari és el corresponent el meridià 30° est.
Anecdòticament, el punt fronterer entre Finlàndia, Noruega i Rússia és l'únic lloc d'Europa en què tres zones horàries es troben (UTC+1, UTC+2 i UTC+3).

## Història
Regne Unit i Irlanda (UTC+1 del 1940 al 1945 a l'hivern (UTC+2 a l'estiu)).
Kaliningrad (Rússia) seguia al Kaliningrad Time (USZ1) idèntica que Hora d'Europa Oriental, UTC+2 a l'hivern i UTC+3 a l'estiu, però al 27 de març del 2011 és l'últim vegada que es canviava a UTC+2 a UTC+3. S'elimina l'horari d'estiu i tot l'any usarà UTC+3.